# Neleus (Sohn des Poseidon)
Neleus (altgriechisch Νηλεύς Nēleús) ist in der griechischen Mythologie der Sohn des Poseidon und der Tyro sowie Zwillingsbruder des Pelias.
Tyro war zwar mit König Kretheus von Iolkos vermählt, mit dem sie die gemeinsamen Söhne Aison, Pheres und Amythaon hatte. Sie liebte jedoch den Okeaniden Enipeus, einen Flussgott. Daraufhin versuchte sie ihn zu verführen, aber Enipeus widerstand ihren Annäherungsversuchen. Eines Tages näherte sich ihr Poseidon, der seinerseits in Leidenschaft für Tyro entflammt war, in Gestalt des Enipeus und vollzog mit der getäuschten Tyro das, wozu Enipeus aus Anstand heraus nicht in der Lage war. Aus dieser Verbindung stammten die Zwillinge Neleus und Pelias.
Beide wurden von der Mutter aus Furcht vor der Eifersucht ihres Gemahls ausgesetzt, aber von einem Pferdehirten aufgefunden und (nach anderer Version) von einer Dienstmagd erzogen. Als die Brüder erwachsen wurden, fanden sie zur Mutter zurück. Pelias tötete jedoch die Stiefmutter Tyros, Sidero, weil sie Tyro fortgesetzt schlecht und grausam behandelt hatte. Da er sie selbst im Tempel der Hera, in den sie sich geflüchtet hatte, auf dem Altar ermordete, zog sich Pelias den unauslöschlichen Zorn der Göttermutter zu.
Der machthungrige Pelias strebte jedoch die Herrschaft über ganz Thessalien an und schickte Neleus und Pheres in die Verbannung, während er Aison in die Höhlen von Iolkos lockte.
Neleus zog daraufhin nach Messenien im Südwesten der Peloponnes. Dort ließ er sich mit den Söhnen seines Halbbruders Amythaons nieder. Tyros Cousin Aphareus erlaubte ihm angeblich in der Küstenregion den Bau der Stadt Pylos. Nach dem Tod seiner Söhne bestimmte Aphareus seinen Neffen zu seinem Nachfolger, sodass Neleus als König über ganz Messenien herrschte. Zusammen mit Chloris war Neleus der Vater der Pero, des Periklymenos, der sein Erstgeborener war, des Alastor und des Nestor.
Als später Herakles zu ihm kam, um sich von Neleus in dessen Eigenschaft als Priesterkönig von dem im Wahnsinn begonnenen Mord an Iphitos reinigen zu lassen, verweigerte dies Neleus, der mit des Iphitos Vater befreundet war. Aus Rache zog Herakles später gegen Pylos und erschlug die Söhne des Neleus mit Ausnahme des Nestor.
Nach Pausanias stellte Neleus mit Pelias die Olympischen Spiele wieder her und starb in Korinth.

## Verweise
1. ↑  Pseudo-Apollodor Bibliotheke 2,6,2